# Staatsweingut Meersburg
Das Staatsweingut Meersburg ist eine Weinbaudomäne in Meersburg am Bodensee.

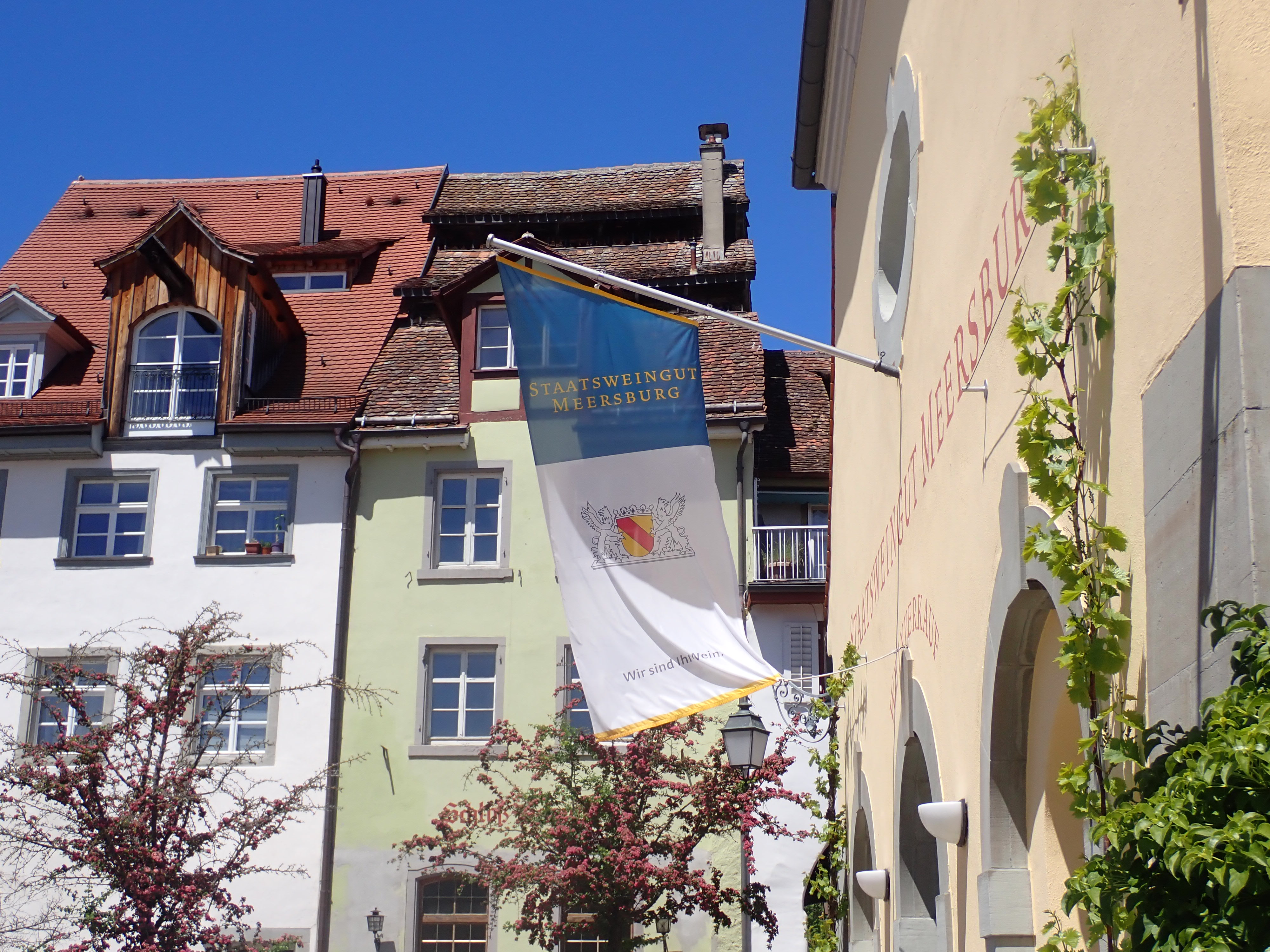
Fahne des Staatsweingutes Meersburg

## Geschichte

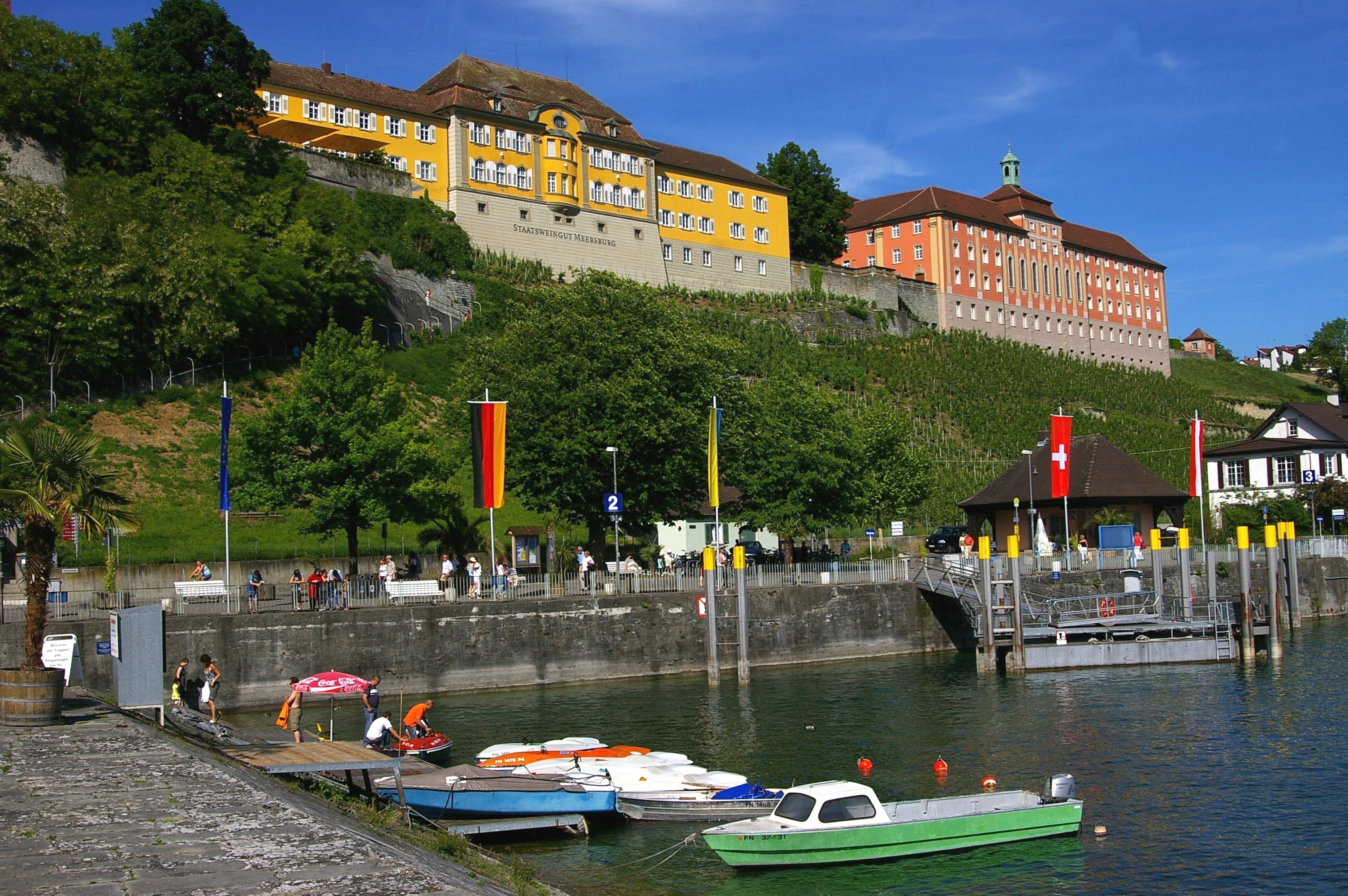
Staatsweingut Meersburg mit Weinlage Rieschen

In Meersburg wird urkundlich belegt seit dem Jahr 1324 Weinbau betrieben. Die historischen Gebäude aus dem frühen 18. Jahrhundert und die Weinberge befanden sich bis 1802/1803 im Besitz der Fürstbischöfe zu Konstanz. Während der Säkularisation fiel das Weingut an das Großherzogtum Baden und wurde als Großherzoglich-Badische Domänenkellerei erste Weinbaudomäne Deutschlands. Nach dem Ersten Weltkrieg erfolgte 1919 die Umbenennung in Staatsweingut Meersburg. Als Rechtsnachfolger des Landes Baden gehört das Staatsweingut heute dem Land Baden-Württemberg.

## Lagen und Rebsorten

### Rebflächen
Durch den früheren Besitzer, das Hochstift Konstanz, dem als Landesherrn die besten Weinberge vorbehalten waren, besitzt das Staatsweingut Lagen in Meersburg. Neben den Meersburger Lagen befindet sich jeweils eine Lage in Singen (Hohentwiel) und Gailingen am Hochrhein in Besitz des Staatsweinguts, insgesamt 63 Hektar Rebfläche. Die Lagen zeichnen sich durch die wärmespeichernde und reflektierende Wirkung des Bodensees aus, sowie durch die besonders beschaffenen Böden, z. B. den vulkanischen Untergrund am Olgaberg. Zur Rebfläche in Meersburg gehört auch der Weinberg des Fürstenhäusle, ehemaliges Besitztum der Dichterin Annette von Droste-Hülshoff, die das Staatsweingut mit einem gleichnamigen Wein ehrt.

### Lagen des Staatsweinguts und darauf angebaute Rebsorten
- Meersburger Chorherrnhalde: Weißburgunder, Chardonnay
- Meersburger Rieschen: Riesling, Traminer, Grau- und Spätburgunder
- Meersburger Jungfernstieg: Weiß- und Spätburgunder
- Meersburger Bengel: Spätburgunder, Riesling, Müller-Thurgau
- Meersburger Lerchenberg: Spätburgunder, Müller-Thurgau
- Gailinger Ritterhalde: Spätburgunder
- Hohentwieler Olgaberg: Riesling, Sauvignon Blanc, Müller-Thurgau, Weiß- und Spätburgunder[5]

## Keltern, Verkauf und Gutsschänke

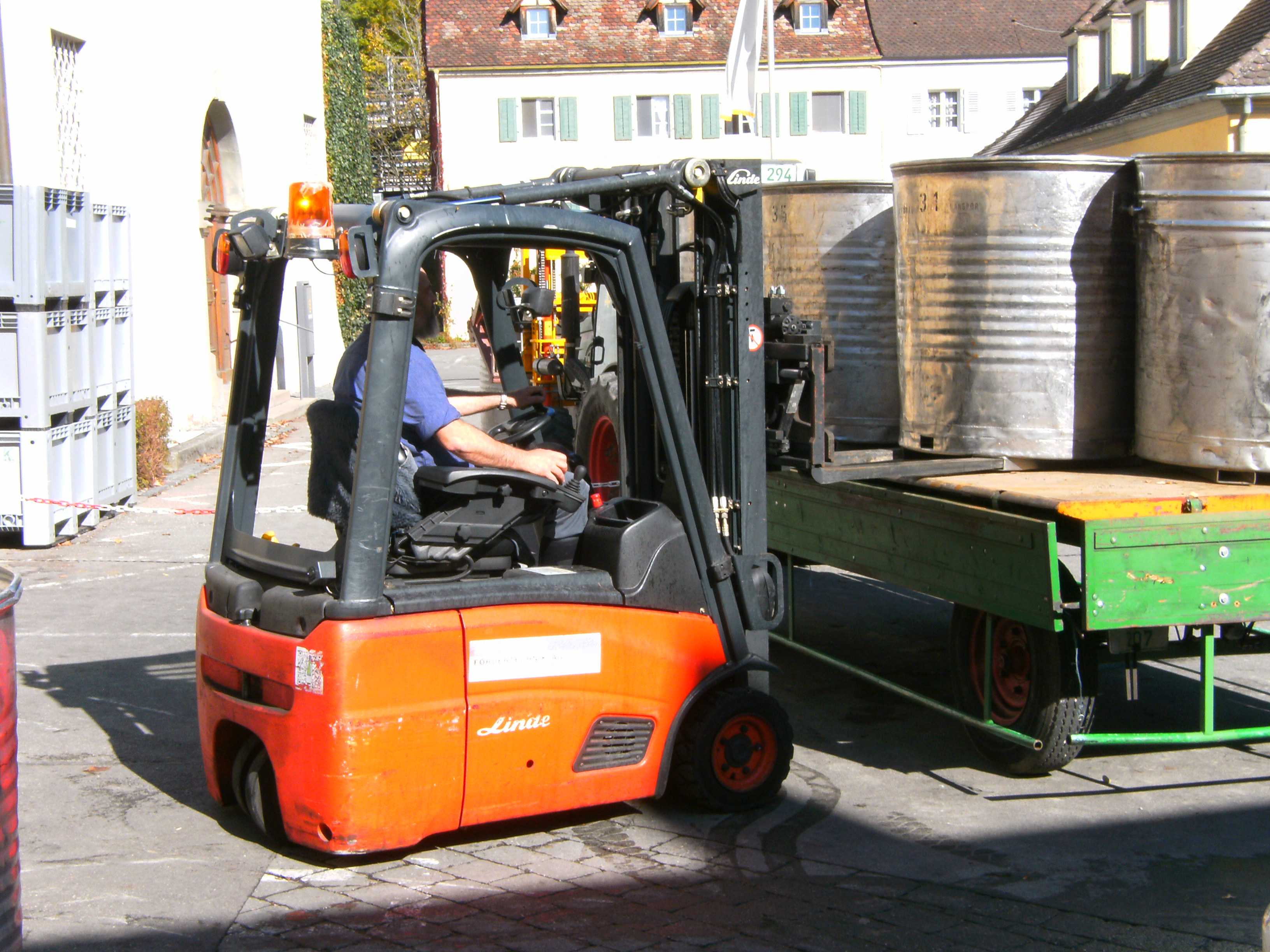
Meersburg, Oberstadt, Seminarstraße: Anlieferung der Trauben zum Keltern im Staatsweingut Meersburg

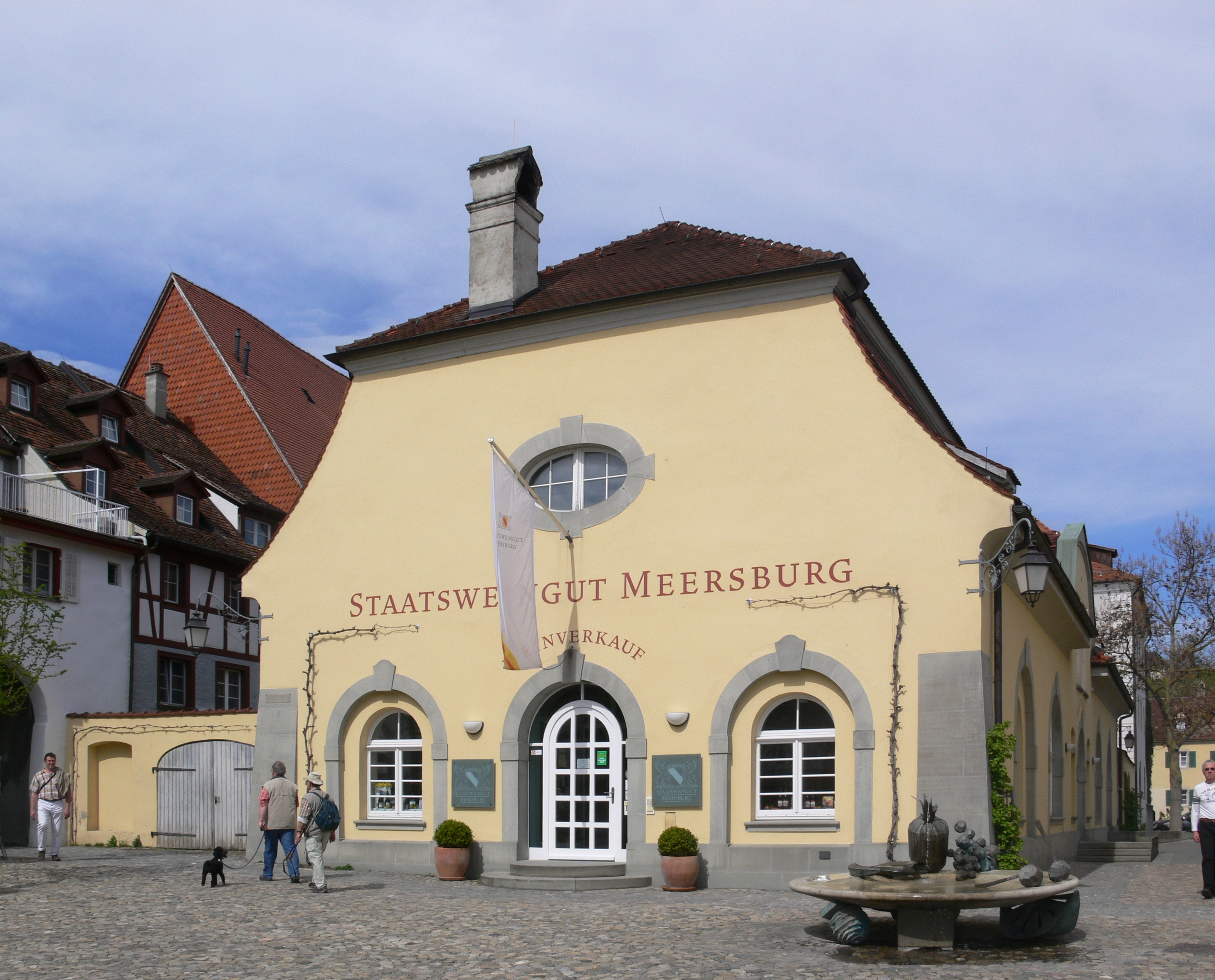
Weinpräsentation Staatsweingut Meersburg

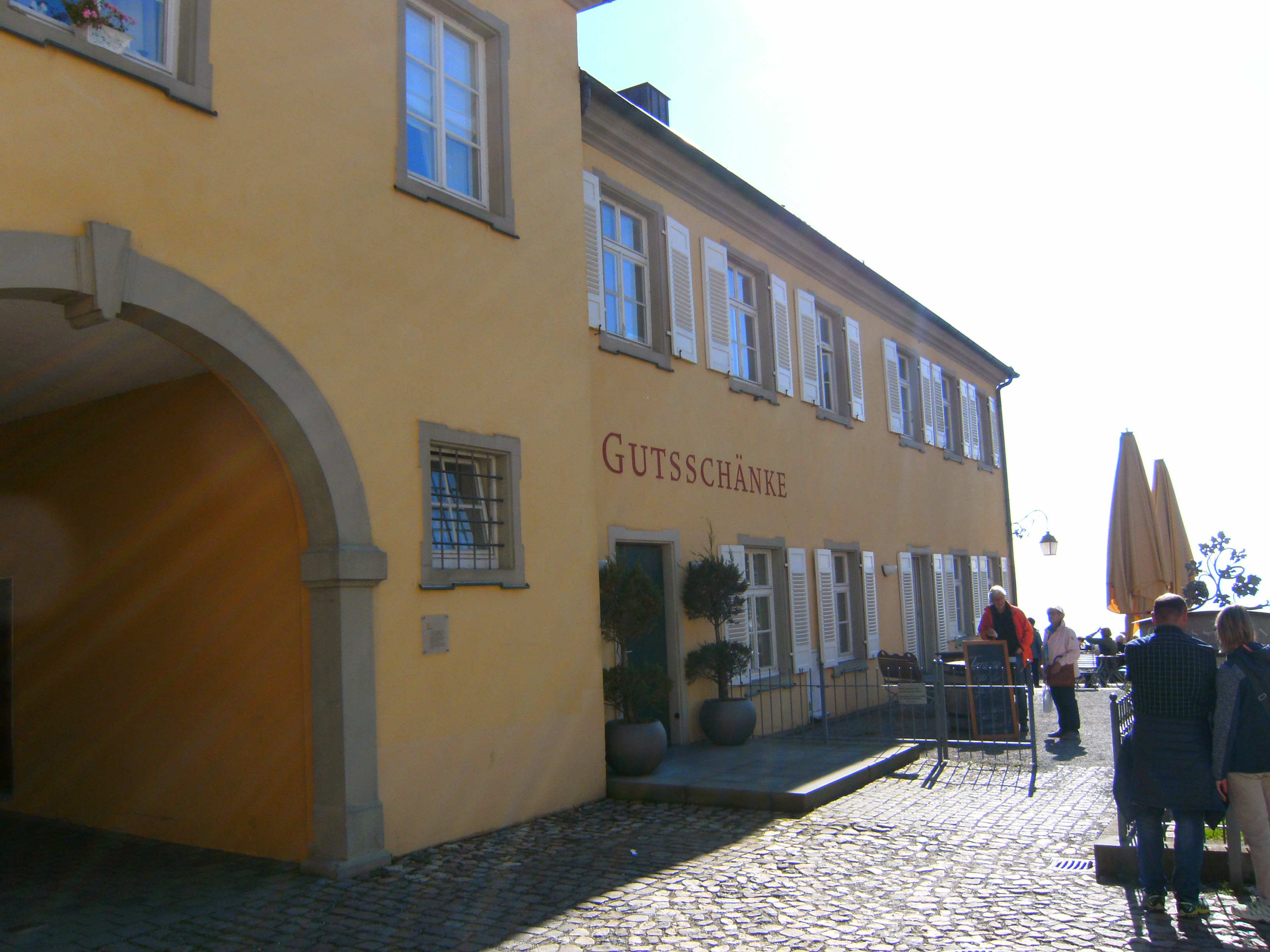
Meerburg, Oberstadt: Gutsschänke des Staatsweingutes Meersburg

In einem historischen Gebäude der Seminarstraße sind der Weinverkauf und die Kelterei untergebracht. Oberhalb der Rieschentreppe befindet sich das Restaurant Gutsschänke.

## Auszeichnungen
Die Weine des Staatsweinguts, das laut dem Feinschmecker zu den 900 besten Weingütern Deutschlands zählt, wurden vielfach prämiert, so gewann das Staatsweingut unter anderem bei der AWC Vienna und dem Mundus Vini zahlreiche Preise.

## Belegschaft
Das Staatsweingut beschäftigt rund 30 Personen, geführt wird es von Weingutsdirektor Jürgen Dietrich. Kellermeister ist Olaf Stintzing (Stand: 2018).